# Brünigpasset
Brünigpasset är ett av Schweiz mest kända bergspass mellan kantonerna Bern och Obwalden, öster om Brienzsjön, 1 011 meter över havet.
Från Brünigpasset har man en mycket vacker utsikt; sedan 1889 går även en järnvägslinje genom passet.